# هنري البوهيمي
ييندريش الكارينثياني (الألمانية: Heinrich von Kärnten، التشيكية: Jindřich Korutanský؛ 1265 - 2 أبريل 1335)؛ أو هاينريش، كان ملك بوهيميا ومارغريف مورافيا وملك بولندا فخرياً في 1306 ومرة أخرى منذ 1307 حتى 1310، وأيضا كان دوق كارينثيا ومارغريف كارنيولا (كـ هاينريش السادس) وكذلك كونت تيرول منذ 1295 حتى وفاته، هو عضو في أسرة غوريتسيا.

## حياته
وكان هنري الابن الأصغر لـ مينهارد الثاني من غوريتسيا-تيرول وإليزابيث من فيتلسباخ أرملة كونراد الرابع من ألمانيا، بعد تقسيم الميراث الأسري في 1271، احتفظ والده بالأراضي في تيرول، وفي 1276 تزوجت شقيقته إليزابيث من ألبرت هابسبورغ من ابن رودولف الأول من ألمانيا.
وبعد وفاة والده عام 1295 حكم هنري ممتلكات والده بالمناصفة مع إخوته أوتو (متوفي. 1310) ولودفيغ (متوفي. 1305)، وبعدها تفرد بحكم لوحده، حصل على منصبه من خلال دعم صهره ألبرت هابسبورغ الذي كان قادراً هزيمة منافسه أدولف من ناساو في 1298 بمعركة غولهيم، وانتخبه كـ ملك الرومان في العام نفسه، وكما ساعد الملك ألبرت على محاصرة ابن خاله كونت بالاتينات رودولف من فيتلسباخ في هايدلبرغ في 1301.

### ملك بوهيميا
لكن التوترات مع آل هابسبورغ نشأت في 1306 عندما تزوج هنري آنا بريميسلوفنا شقيقة فاكلاف الثالث ملك بوهيميا، وفي العام نفسه أعد فاكلاف الثالث حملة عسكرية ضد بولندا وعين صهره كوصي خلفه، وبعد اغتيال فاكلاف في 4 أغسطس، انتخب ييندريش كخليفته من قبل طبقة النبلاء -ضد إرادة حليفه السابق الملك ألبرت الأول الذي هدف إلى تنصيب ابنه الأكبر رودولف هابسبورغ على العرش البوهيمي، قامت قوات الملك ألبرت بحملة على بوهيميا، وحاصرت براغ واستطعت خلع ييندريش، الذي اضطر إلى الاستسلام للقوات التي تفوقه.
لم يقبل النبلاء البوهيميون رودولف من هابسبورغ (الذي سُخر منه من خلال تلقبه بـ ملك العصيدة "král kaše")؛ وبعد وفاته المفاجئة في 4 يوليو 1307 أُعيد انتخاب ييندريش كملك على بوهيميا في 15 أغسطس، واستطاع تم صد هجوم آخر من قبل الملك ألبرت، ومع ذلك انتهى تهديد هابسبورغ أخيرًا باغتيال ألبرت على يد ابن أخيه المحروم يوهان القاتل في عام 1308.
على الرغم من أن ييندريش أصبح الآن إحدى أقوى الحكام في الإمبراطورية الرومانية المقدسة، إلا أن فترة حكمه أصبحت غير مستقرة في بوهيميا، بحيث اعتبروه النبلاء البوهيمي بأنه ضعيفًا ومُسرفًا، وبدأوا في البحث عن خليفة أكثر قدرة منه، في هذه الأثناء كان الملك الألماني الجديد هاينريش السابع عضوًا من عائلة لوكسمبورغ، قد ألقى أيضًا عينًا شغوفة على المملكة البوهيمية، وفي عام 1310 رتب هاينريش السابع زواج ابنه الأكبر يانغ من إليزابيث الأخت الصغرى للملك الراحل فاكلاف الثالث.
بدعم من النبلاء المحليين ووالده غزت قوات يانغ بوهيميا في أكتوبر من عام 1310، واستولى على براغ في 3 ديسمبر وبذلك خُلع ييندريش للمرة الثانية، وبذلك استولى الملك الألماني على الإقطاعية البوهيمية وتنازل عنها ابنه يان الذي توج ملكًا في العام التالي. أُجبر ييندريش على الإنسحاب إلى كارينثيا، حيث توفيت زوجته آنا بدون أطفال في عام 1313.

### التقاعد
تمكن ييندريش (هاينريش) من الاحتفاظ بكارينثيا وتيرول بعد المصالحة مع آل هابسبورغ، وبموجب الصلح تنازل عن تخم سافينيا إلى هابسبورغ، وكما احتفظ بالسيطرة الفعلية على كارنيولا، ومع ذلك لم يكن قادرًا على الاستحواذ على بعض العقارات الكارنتية التي كان يملكها أمراء أساقفة بامبرغ الموالون لإمبراطور هاينريش السابع، تتمركز هذه الممتلكات في منطقة متراصة بين فيلاخ وتارفيزيووتتمتع بوضع إمارة ذات سيادة تقريبًا، ولها موقع جيوستراتيجي على الطريق الرئيسي الوحيد من كارينثيا إلى فريولي وإيطاليا، من ناحية أخرى عزز هاينريش سيطرته في تيرول ضد مقاومة أمير الأساقفة بريكسن.
على الرغم من خلعه استمر هاينريش في المطالبة بلقب ملك بوهيميا والكرامة الانتخابية المصاحبة له، بحيث صوت لمرشح هابسبورغ فريدرخ الوسيم خلال الانتخابات الإمبراطورية المزدوجة في عام 1314 لتنصيب ملك الرومان في فرانكفورت، كان حقه المتنازع عليه في التصويت إحدى أسباب النتيجة الغامضة، حيث أعطى في اليوم التالي منافسه يان لوكسمبورغ صوته البوهيمي إلى لودفيغ البافاري ابن خاله، وبعد انتصار لودفيغ في معركة مولدورف عام 1322، ساعد هاينريش في ترتيب تسوية ودية بينهما.
وأخيراً تصالح هاينريش أيضًا مع عائلة لوكسمبورغ وفي عام 1330 تزوجت ابنته مارغريت من يان ييندريش ابن يان لوكسمبورغ. نظرًا لأنه كان آخر وريث ذكر للفرع التيرولي من أسرة غوريتسيا، فقد حاول الحفاظ على ممتلكاته، ولكنه فشل في النهاية، على الرغم من أن الإمبراطور لودفيغ الرابع في مقابل وساطة هاينريش في نزاعه مع فريدرخ الوسيم أكد له في عام 1330 أن ابنته يمكن أن تخلفه، إلا أن لودفيغ نكث بوعده في معاهدة سرية مع آل هابسبورغ في نفس العام.
بعد وفاة هاينريش في عام 1335 استولى أبناء أخته هابسبورغ ألبرت الثاني وشقيقه أوتو على كارينثيا وكارنيولا، ولم تستطع ابنته مارغريت أن تخلفه إلا في تيرول بدعم من النبلاء المحليين، ومع ذلك في عام 1363 اضطرت في النهاية إلى توريث أراضيها لابن ألبرت الثاني الدوق رودولف الرابع، حكم فرع غوريتسيا من أسرة مقاطعتهم حتى انقراض الخط في عام 1500 وبعد ذلك سقطت أراضيهم بالمثل في يد آل هابسبورغ.